# Bryllup I Bushen
Bryllup I Bushen er en dansk oplysningsfilm fra 2015 instrueret af Lars-Ulrik Nielsen og Allan Mutuku Kortbæk.

## Handling
Filmen tager os med til en masaistamme i Tanzania. Der skal være bryllup, og vi lærer noget om hvordan arrangerede ægteskaber og bryllupper foregår. Gommen vil gerne have 6 koner og 60 børn, og her ser vi ham erhverve sig sin første kone. Der drikkes gedeblod, skydes med bue og pil og bruden har kostet 14 køer. Det er Afrika, som vi kender det bedst.